# Шалда, Виталий
Виталий Шалда (латыш. Vitālijs Šalda; род. 17 апреля 1947, Екабпилс) — историк, доктор исторических наук, эмерит профессор
Даугавпилсского университета (2014).

## Краткая биография
Родился 17 апреля 1947 года в Екабпилсе.
Окончил 1-ю среднюю школу в Екабпилсе (1965), факультет истории и филологии Латвийского университета
(1970).
С 1970 по 1973 гг. проходил обучение в аспирантуре ЛГУ.
С 1973 года работал преподавателем, старшим преподавателем и доцентом кафедры истории КПСС ЛГУ. С 1976 по 1982 год был старшим научным сотрудником Института истории партии ЦК КПЛ. С 1982 в течение года руководил научной редакцией истории КПСС и СССР в Главной редакции энциклопедии. С 1989 по 1991 год работал заведующим кафедрой истории социальной политики. С 1992 года занимал должность ведущего научного сотрудника и старшего референта в Государственном архиве Латвии. С 1998 по 2010 годы являлся профессором кафедры истории Даугавпилсского университета.
Защитил диссертацию кандидата исторических наук по парламентской тактике латвийской социал-демократии в III Государственном думе (1974) и диссертацию доктора исторических наук по организационному строительству латвийской социал-демократии в конце XIX века — 1917 год (1990). В порядке нострификации ему была присвоена степень хабилитированного доктора истории. (1992).
Жена — доктор исторических наук Татьяна Бартеле.

## Научная деятельность
Исследовал парламентскую деятельность латвийской социал-демократии в Государственной думе России (1905—1917 гг.), исторический опыт организационного строительства латвийской социал-демократии (конец XIX века — 1917 год), историю Бунда в Латвии, движение латышских беженцев во время Первой мировой войны, жизнь латвийской диаспоры в Москве и Петербурге (конец XIX века — 1940), историю латышских стрелков, вопросы развития системы образования в Латвии.
Писал об истории других европейских стран.
Автор или соавтор 12 монографий, 15 учебных пособий для высших учебных заведений, более 100 научных и научно-популярных статей.

## Работы
1. Latvijas Sociāldemokrātija un Valsts dome. 1905—1917. (Līdzautore A. Ūdre) R., 1988. 209 lpp.
2. За организационное единство партии. — Рига, 1989, 215 c.
3. Latvieši Maskavā 1915—1922. (Līdzautore T. Bartele) — Daugavpils, 2001. 198 lpp.
4. Latvieši Maskavā. 19. gadsimta otrā puse — 1914. gads. Daugavpils, 2002. 75 lpp.
5. К вопросу о пророссийской ориентации младолатышского движения (вторая половина XIX века). // Daugavpils Universitātes Humanitārās fakultātes XII Zinātniskie lasījumi. Vēsture VI (II). Daugavpils, 2003. 62.-72. lpp.
6. Bunda organizācijas Latvijā. 1900. — 1917. Latvijas Arhīvi. 2003. N.1. 58.-74. lpp.
7. «Bēgļu laiki» Latvijā jeb kurzemnieki Vidzemē. 1915—1918. Daugavpils, 2005. 189 lpp.
8. Latviešu strēlnieki par un pret lieliniekiem. 1915—1920. Dokumenti un materiāli. (Sastādītājs, ievada, komentāru autors). Daugavpils. 2006. 245 lpp.
9. Latviešu bēgļi Krievijā. 1915—1922. (Līdzautore T. Bartele) Daugavpils, 2007. 380 lpp.
10. Vācijas impērija. 1871—1918. Daugavpils, 2009. 900 lpp.
11. К истории Динабургской гимназии (реальной гимназии), Динабургского (Двинского) реального училища. 1831 — начало 20 века. Daugavpils, 2010. 82 lpp.
12. Latvieši Maskavā. 1923—1938. Daugavpils, 2010. 532 lpp.
13. Латышские представители в Государственных думах России (1906—1917) // Daugavpils Universitāte. Humanitārās fakultātes XXII starptautisko zinātnisko lasījumu materiāli. Vēsture XVI. Vēsture: avoti un cilvēki. Daugavpils, 2013. 349.-357. lpp.
14. Истина или легенды: актуальные вопросы истории латышских стрелков в публицистике и историографии Латвийской Республики. // Россия и Балтия. Выпуск 9. Источник и миф в истории. Москва: Издательство «весь Мир». 2020. С. 82-142.
15. Латыши в Петербурге: люди и организации. XIX — начало XX в. // Россия и Балтия. Выпуск 10. Диаспоры народов Балтии к востоку от этнической родины. XIX — начало XXI века. Москва: Издательство «весь Мир». 2021. С. 13-62.
16. Polija XIX un XX gadsimtā. // Polija.mlnc.cc